# Raschid Borispijewitsch Temresow

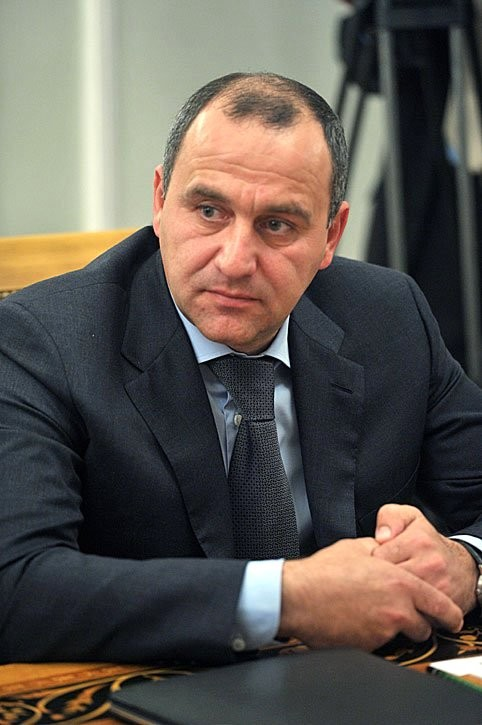
Raschid Temresow (2012)

Raschid Borispijewitsch (Borissowitsch) Temresow (Karatschai-Balkarisch: Темирезланы Борисбийни джашы Рашид; * 14. März 1976 in Tscherkessk, Autonome Region Karatschai-Tscherkessien, RSFSR, UdSSR) ist ein russischer Politiker und seit dem 26. Februar 2011 Leiter der russischen Teilrepublik Karatschai-Tscherkessien. Er ist Mitglied des Obersten Rates der regierenden Partei "Einiges Russland".

## Werdegang
Temresow schloss 1998 sein Management-Studium (anderen Quellen zufolge „Finanzen und Kredit“) an der Moscow Open Social University ab. Seit 2004 arbeitete er als Generalsekretär der staatlichen Einrichtung „Verwaltung von Kapitalbau der Republik Karatschai-Tscherkessien“ und war außerdem Mitglied der republikanischen Wettbewerbskommission. 2007 wurde Temresow zum Vorsitzenden der Regionalabteilung der Partei „Gerechtes Russland“ gewählt.
2009 wurde Temresow in die Personalreserve des russischen Präsidenten aufgenommen. 2011 wurde er von Dmitri Medwedew zum Interimspräsidenten der Republik Karatschai-Tscherkessien ernannt. Wenige Tage später bestätigte die Volksversammlung der Teilrepublik offiziell seine Nominierung. Nach einer Verfassungsänderung im April desselben Jahres wurde die höchste Amtsbezeichnung von Karatschai-Tscherkessien vom „Präsidenten“ in „Leiter“ umbenannt. 
Im Februar 2016 bestätigte der russische Präsident Wladimir Putin Temresow erneut in seinem Amt als Leiter der Republik Karatschai-Tscherkessien.

## Privates
Temresow ist verheiratet und hat 4 Kinder.